# Aachener Bachverein
Der Aachener Bachverein ist der Oratorienchor der Evangelischen Kirchengemeinde Aachen. Er wurde am 11. Februar 1919 von Heinrich Boell (1890–1947) gegründet und steht seit 2008 unter Leitung von Georg Hage. Beheimatet ist der Aachener Bachverein an der 1748 von Johann Joseph Couven erbauten evangelischen Annakirche in Aachen.

## Aufbau und Struktur
Mit seinen rund 120 Mitgliedern aller Altersgruppen und Konfessionen gilt der Verein als eine der traditionsreichsten Kunstinitiativen der Region. Kontinuität und Qualität kennzeichnen seinen Beitrag als renommierter Klangkörper der Kaiserstadt Aachen. Die Aufführung der Vokalwerke Johann Sebastian Bachs bildet einen Schwerpunkt des Aachener Bachvereins; gleichermaßen fühlt er sich dem gesamten oratorischen Repertoire vom Frühbarock bis zur Gegenwart verpflichtet. Seine instrumentalen Partner sind u. a. die Prager Philharmoniker, das Deutsche Radio Kammerorchester, das Sinfonieorchester Aachen und die Philharmonie Südwestfalen (Landesorchester Nordrhein-Westfalen) sowie das Hamburger Barockorchester, das Kammerorchester Barocco Locco. Als Chor der Evangelischen Kirchengemeinde gestaltet er auch die Kirchenmusik an der Aachener Annakirche.
Der Kammerchor Aachener Bachverein, gegründet 1992 als Auswahlensemble des Oratorienchors, widmet sich insbesondere der Pflege der a-cappella-Musik und bringt nach kurzen und intensiven Probenphasen auch unbekanntere Werke des 17. und 18. Jahrhunderts sowie zeitgenössische Chorliteratur zur Aufführung. Dabei arbeitet er zusammen mit namhaften Instrumentalensembles wie Concerto Farinelli, Les Cornets Noirs oder dem Aachener Bachorchester.
Mit dem überregional bedeutenden Kulturfestival Aachener Bachtage, initiiert 1974 von Johannes Geffert, setzt der Aachener Bachverein jeweils am Jahresende einen künstlerischen Schwerpunkt. Die Konzertreihe stellt die Werke Johann Sebastian Bachs in einen musikgeschichtlichen wie außermusikalischen Kontext. Auch an selten zu hörende Chorwerke wagt sich der Aachener Bachverein immer wieder heran. Seit 2008 findet durch die Einbeziehung von Jazz-Improvisation und der Avantgarde eine zunehmende stilistische Erweiterung statt.

## Künstlerische Leitung
In den Jahren seines Bestehens wurde der Verein von namhaften Persönlichkeiten geleitet, so unter anderem von:
- Heinrich Boell, Gründer des Aachener Bachvereins, Leitung bis 1919
- Rudolf Mauersberger, Leitung von 1919 bis 1925
- Erhard Mauersberger, Leitung von 1925 bis 1929
- Hans Klotz, Leitung zwischen 1929 und 1939
- Hans Hulverscheidt, hat den Verein nach Unterbrechungen wegen des Zweiten Weltkrieges im Jahre 1956 erneut ins Leben gerufen und leitete ihn bis 1974
- Johannes Geffert, leitete den Bachverein von 1974 bis 1979 und begründete die Aachener Bachtage
- Heribert Breuer, Leitung von 1979 bis 1983
- Wolfgang Karius, leitete den Bachverein von 1983 bis 2008, setzte sich für die Anschaffung der neuen Weimbs-Orgel für die Annakirche ein
- Georg Hage, leitet den Bachverein seit 2008

## CD-Einspielungen (Auswahl)
- Nun danket alle Gott – Choralbearbeitungen für Orgel und Trompete von Bach, Ebhardt, Homilius, Kaufmann, Krebs, Oley, Pachelbel, Tag und Walther – Ltg.: Wolfgang Karius, Solo-Trompete: Guy Touvron, Aachener Bachverein und Hamburger Barockorchester
- J. S. Bach: Johannespassion – Tenor [Evangelist, Arias]: Wilfried Jochens; Baritone [Christus]: Christoph Erpenbeck; Sopran: Sabine Schneider; Alt: Cornelia Sander; Bass: Peter Schüler, Kammerchor Aachener Bachverein und Hamburger Barockorchester (mit historischen Instrumenten), Ltg. Wolfgang Karius, März 2002
- J. S. Bach: Weihnachtsoratorium BWV 248 – Sopran: Sabine Schneider; Alt: Christine Wehler; Tenor: Max Ciolek; Bass: Raimund Fischer, Aachener Bachverein und Hamburger Barockorchester (mit historischen Instrumenten), Ltg. Wolfgang Karius, Dezember 2002
- J. S. Bach: Messe in h-Moll BWV 232 – Sopran: Monika Mauch; Counter-Tenor: Yosemeh Adjei; Tenor: Hans-Josef Ritzerfeld; Bass: Gotthold Schwarz, Kammerchor Aachener Bachverein / Hamburger Barockorchester (mit historischen Instrumenten), Ltg. Wolfgang Karius, November 2007
- J. S. Bach: Matthäuspassion – Sopran: Konstanze Maxsein; Tenor: Andreas Post; Bariton: Georg Heckel; Alt: Kai Wessel; Bass: Hans-Georg Wimmer; Hamburger Barockorchester, Concerto Farinelli, Hannover und dem Aachener Bachverein, Ltg.: Romano Giefer